# Fayetteville (Texas)
Pour les articles homonymes, voir Fayetteville.
Fayetteville est une ville située entre Austin et Houston, à l'est du comté de Fayette, au Texas, aux États-Unis,. Elle est incorporée en 1882.

## Démographie
Lors du recensement de 2010, la ville comptait une population de 258 habitants. Elle est estimée, en 2016, à 263 habitants.